# Renfe série 311.1

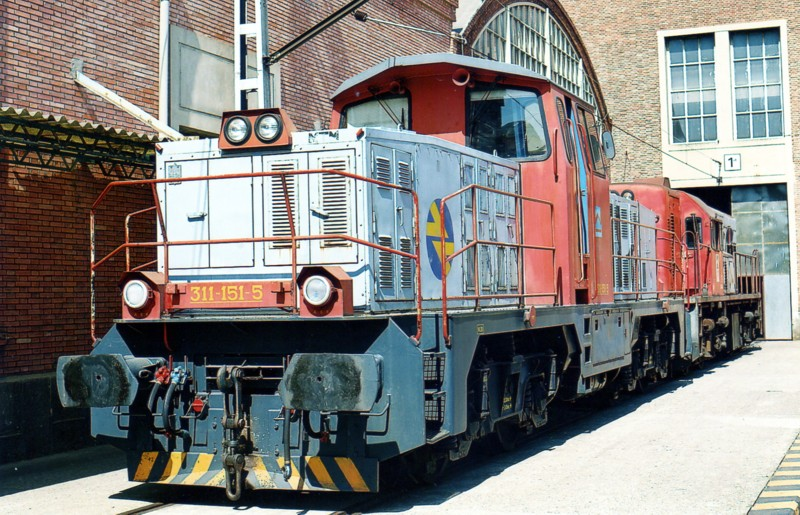
La 311-151 à Miranda de Ebro. 9 aout 2003

Bien que confinées aux manœuvres, les locomotives 311-100 de la Renfe sont une grande réussite technologique et commerciale espagnole. Il s'agit de la production en série du prototype MABI mis au point dans les années 1980.

## Conception
Après essais poussés du prototype, la Renfe passe commande de 60 machines 311.1 destinées aux manœuvres lourdes et à la remorque des trains sur lignes secondaires. Les moteurs utilisent la technologie triphasée asynchrone, et ce sont les seules machines de la Renfe équipées d'une transmission à courant alternatif. Le moteur diesel actionne un alternateur triphasé, qui alimente un redresseur à thrisitors, un écrêteur et un ondulateur produisant un courant triphasé à fréquence variable.
Ces machines sont un succès commercial. Des unités semblables ou dérivées ont été exportées pour les chemins de fer suisses (CFF Am 841), israéliens, égyptiens, mexicains et français (série BB 60000)

## Service

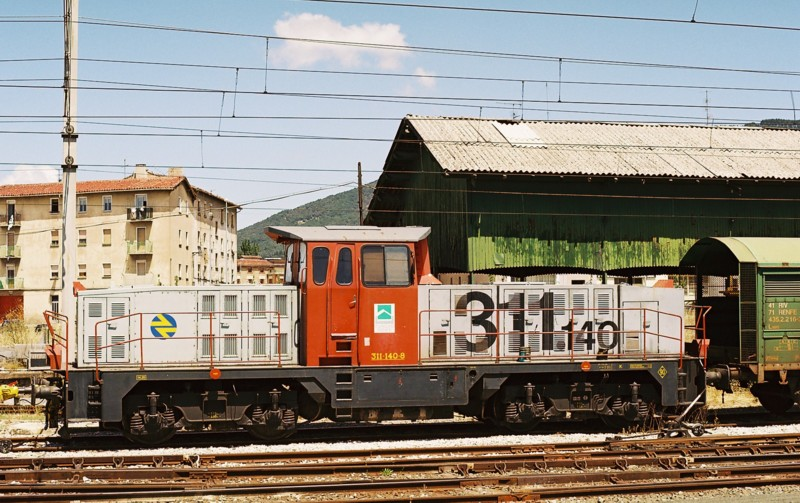
La 311-140 à Pampelune. 10 juillet 2005

En 1996, les 311.1 sont réparties entre les dépôts de Barcelone, Madrid, Bilbao, Miranda de Ebro, Leon, Oviede et Orense.